# Traktat z Guadalupe Hidalgo
Traktat z Guadalupe Hidalgo – traktat pokojowy kończący wojnę amerykańsko-meksykańską podpisany 2 lutego 1848 roku w Guadalupe Hidalgo (obecnie część miasta Meksyk).
Negocjacje nad traktatem podjęte zostały po zajęciu przez wojska amerykańskie meksykańskiej stolicy – we wrześniu 1847 roku. Ze strony amerykańskiej prowadził je Nicholas Trist, wyższy urzędnik Departamentu Stanu, reprezentujący prezydenta Jamesa Polka.
Na mocy traktatu Meksyk zrzekał się terytoriów Nowy Meksyk i Kalifornia Górna (tzw. cesja meksykańska), a także Teksasu (od 1836 roku niepodległego, a w 1845 roku anektowanego przez Stany Zjednoczone, wciąż jednak uznawanego przez rząd Meksyku za część tego kraju). Obszar ten, odpowiadający współczesnym stanom Kalifornia, Arizona, Nowy Meksyk, Nevada, Utah, Teksas oraz fragmentom stanów Kolorado, Oklahoma, Wyoming i Kansas, stanowił ponad połowę całkowitego terytorium Meksyku. W zamian Stany Zjednoczone zobowiązywały się do zapłaty 15 mln dolarów.
Traktat zapewniał ochronę praw obywatelskich i własności Meksykanów zamieszkujących anektowane terytoria. Mieli oni prawo do pozostania na nich przy zachowaniu obywatelstwa meksykańskiego lub przyjęciu obywatelstwa amerykańskiego, jak i do opuszczenia kraju i osiedlenia się w Meksyku. Artykuł X, obiecujący honorowanie wystawionych przez rząd Meksyku tytułów nadania ziemi na przejętych terytoriach został wykreślony podczas ratyfikacji traktatu przez Senat Stanów Zjednoczonych. 